# Langer Großer Werder
Langer Großer Werder ist eine Insel im Fluss Havel. Sie liegt zwischen den Orten Bahnitz und Döberitz. Unmittelbare Nachbarinsel ist Priesterwerder.